# 양헝쥔
양헝쥔(楊恒均, 1965년~)은 중국계 호주인 작가 겸 사업가로 간첩 혐의로 중화인민공화국 당국에 수감되어 있다.

## 생애
후베이성 출신으로 1987년 푸단 대학 정치학과를 졸업한 후 중화인민공화국 국가안전부에서 근무한 후 사직했다. 중화인민공화국 외교부는 양헝쥔이 국가안전부에서 근무한 적이 없다고 했다.
사직 이후 1999년 오스트레일리아로 갔고 2002년에 오스트레일리아 시민권자가 됐다. 여전히 중국 국적을 갖고 있다고 했지만 중국은 이중 국적을 불허한다.
2002년부터 2005년까지 중국어로 첩보 소설을 썼다.
2005년 시드니 공과대학교에 입학하여 2009년 중국학 박사 학위를 취득했다. 논문에서 중국 정부와 비판가들 사이의 인터넷 정보 전쟁을 연구했다. 그는 민주주의를 옹호하는 유명 중국어 블로그를 시작했고 민주주의 행상인이라는 별명을 얻었다. 2008년 하계 올림픽 성화 봉송 동안 중국 국수주의가 아시아계와 백인 호주인 간의 인종적 갈등을 야기할 수 있다며 중국 학생들이 호주에서 절제를 해야 한다고 요구했다.
2010년부터 2014년까지 자신의 블로그에 게시한 글들을 추려 몇몇 서적을 출판했다.
2019년 1월 중국에서 구금되기 전까지 컬럼비아 대학교 초빙 학자였다.

## 구금

### 2011년
2011년 3월 20일, 양헝쥔은 광저우 공항에서 친구에게 남자 3명이 자신을 따라온다고 전화로 얘기한 후 실종됐는데, 2011년 2월부터 중국에서의 재스민 혁명을 요구하는 활동가, 변호사, 블로거들에 대한 엄중 조치의 결과로 중공 측에 구금됐다고 알려져 있다. 양헝쥔은 이후에 호주에 있는 가족에게 자신이 사라졌던 일은 실수였다면서 "아팠을 뿐이고, 휴대폰 배터리가 이틀 간 방전되어 연락할 수 없었다. 양국에 큰 혼란을 끼쳐서 죄송하다"고 전했다.

### 2019년
2019년 1월 18일 중국 측에 재구금됐다. 양헝쥔은 가족들의 비자가 만료된 관계로 아내, 딸과 함께 미국에서 광저우로 갔다. 그는 상하이행 항공편을 기다리다가 체포됐다.
2019년 8월 간첩 혐의를 받았고 호주인 법정 변호사 줄리안 맥마흔(Julian McMahon)이 양항균의 변호사가 됐다. 중국에서 간첩 혐의는 최저 3년형에서 사형에 이른다.
2019년 8월 29일 호주 총리 스콧 모리슨은 나인 뉴스와의 인터뷰에서 "양헝쥔이 호주를 위한 간첩이었다는 주장은 완전히 사실이 아니고, 우리는 우리나라 사람을 보호하고 구할 것이다."라고 밝혔다.
2021년 5월 21일 오스트레일리아 외무장관 머리스 페인은 호주 외교관들이 지속적으로 요구했음에도 중국 측은 양헝쥔의 혐의에 대한 어떤 설명이나 증거도 제공하지 않고 있다면서, 중국 측에 재판 전에 변호사를 접견할 수 있도록 요구했다. 주오스트레일리아 중국 대사관 대변인은 머리스 페인의 '개탄스러운' 의견과 관련하여 오스트레일리아 당국에 중국의 사법권을 존중하라고 요구했다.
2021년 3월 진술서에서, 수많은 다른 이들이 자신을 300번 넘게 심문했고, 종종 쇠고랑과 눈가리개를 채웠으며 자신의 건강이 나빠졌다고 했다. 그는 또한 언젠가 호주에 돌아가서 독자들에게 세상 돌아가는 얘기를 해주고 싶다며, 호주-중공 관계 개선에 대한 글을 쓰고 중국이 세상을, 세상이 중국을 더 이해할 것이라고 밝혔다.

### 2021년 재판
2021년 5월 27일 베이징에 있는 비공개 법정에 등장하여 무죄를 주장했다. 중국에서 호주 국적자에 대한 법정에 참가하는 게 보장된 양국 간의 협정에도 불구하고 호주 영사관 구성원들은 접근할 수 없었다.
5월 31일 AP 통신은 양헝쥔의 지인들에게 전달된 그의 진술을 보도했는데, 양헝쥔은 고문받는 도중에 진술했던 내용을 증거로 채택하지 말 것을 판사에게 부탁했다.
ABC 보도에 따른 2023년 11월 1일 그의 가족이 앤서니 앨버니지 총리에게 양헝쥔을 구해달라고 하는 서한을 보냈다.
오래 연기된 재판 끝에 2024년 2월 5일 양헝쥔이 사형 집행유예를 선고받았는데, 모범수로 복역하면 무기징역으로 감형될 수 있다.